# Jazyk koro
Jazyk koro se používá už jen v několika vesnicích v Himálaji ve východní Indii. Aktivních mluvčích je asi 800. Tato řeč je jedinečná ve všech ohledech: Slovem, zvukem i větnou strukturou. Tento jazyk objevili v roce 2008 výzkumníci v projektu National Geographic. Jazyk koro je ale na pokraji vyhynutí. Většina mladých lidí již umí angličtinu nebo hindštinu a koro se učit nechtějí. Nemá žádnou psanou formu.